# Dysgonia triangularis
Dysgonia triangularis är en fjärilsart som beskrevs av Jacob Hübner 1802. Dysgonia triangularis ingår i släktet Dysgonia och familjen nattflyn. Inga underarter finns listade i Catalogue of Life.